# Den Grønne Sti
Den Grønne Sti (dänisch für „der grüne Pfad“) ist ein etwa acht Kilometer langer Pfad auf dem Gebiet der dänischen Städte Kopenhagen und Frederiksberg. Er ist insbesondere als wichtige Fahrradroute in der als Fahrradstadt bekannten dänischen Hauptstadt beliebt.

## Geschichte
Den Grønne Sti wurde auf einer ehemaligen Eisenbahntrasse angelegt.

## Verlauf
Der viel genutzte Pfad beginnt in Frederiksberg an der Ecke Roskildevej/Dalgas Boulevard, verläuft entlang der Copenhagen Business School und Frederiksberg Center, kreuzt die Falkoner Allé, passiert den Landbohøjskolens Have, kreuzt den Rolighedsvej, verläuft weiter über die markante Åbuen-Brücke über die Åboulevard. Nun verläuft der Pfad auf Kopenhagener Stadtgebiet zunächst durch den Stadtteil Nørrebro entlang des Nørrebroparken, kreuzt die Nørrebrogade und passiert Superkilen, kreuzt Tagensvej und endet schließlich an der Station Ryparken.
Er führt vorbei an Wohnquartieren, Kulturzentren, Parks und Spielplätzen und quert große Geschäftsstraßen.

## Bilder

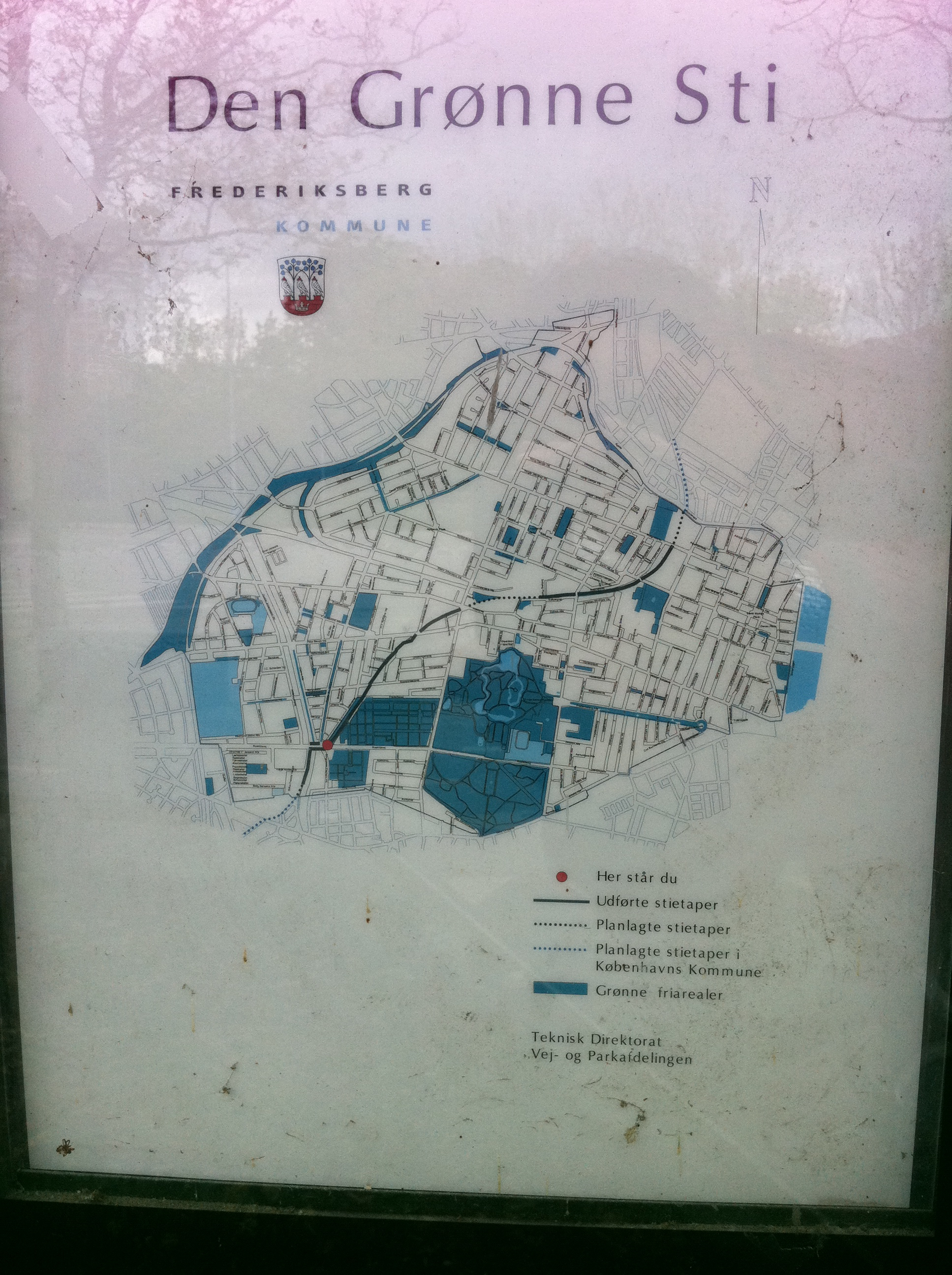
Schild am Roskildevej
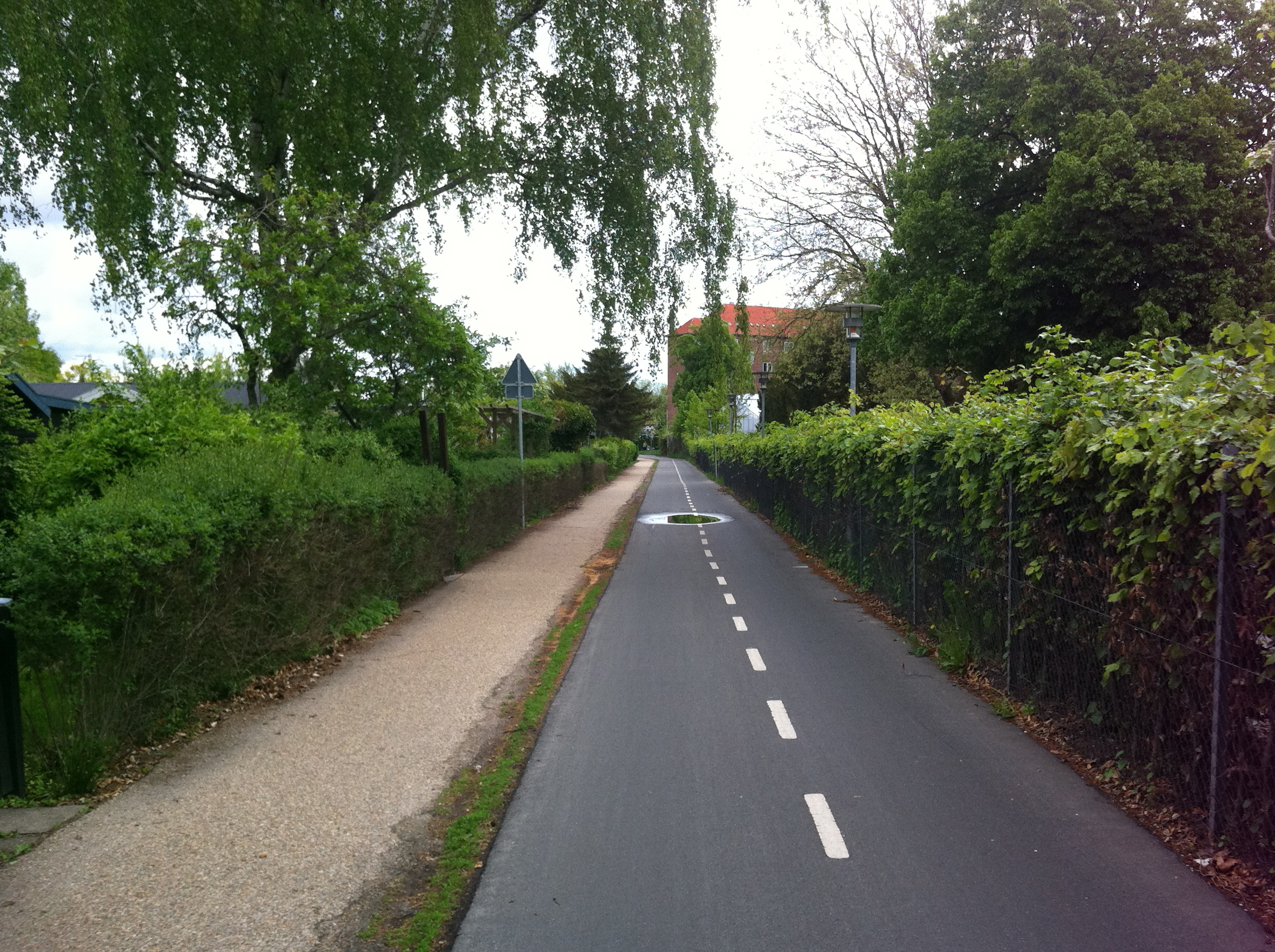
Nähe Solbjerg Kirkegård
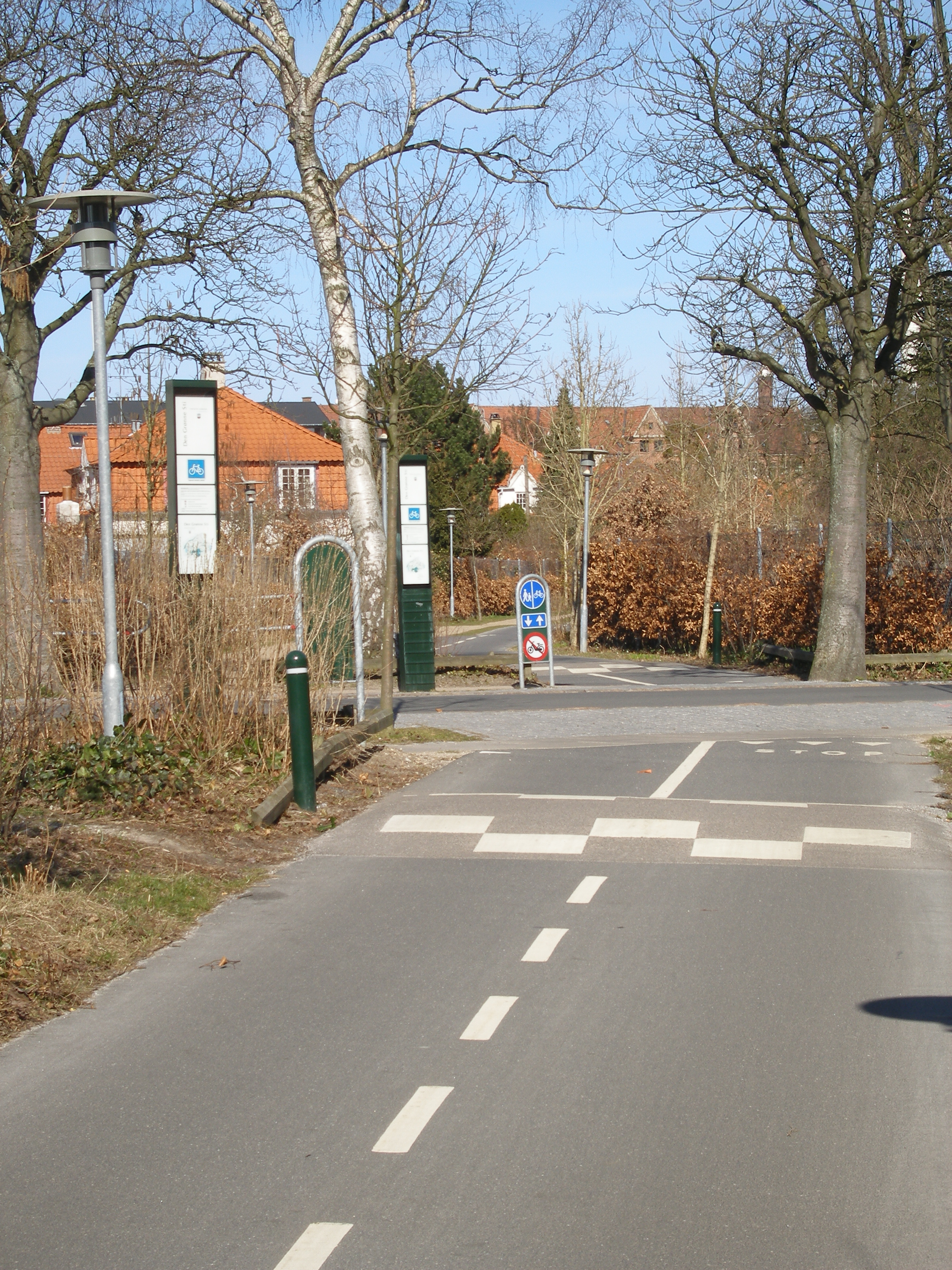
Nähe Kronprinsensvej
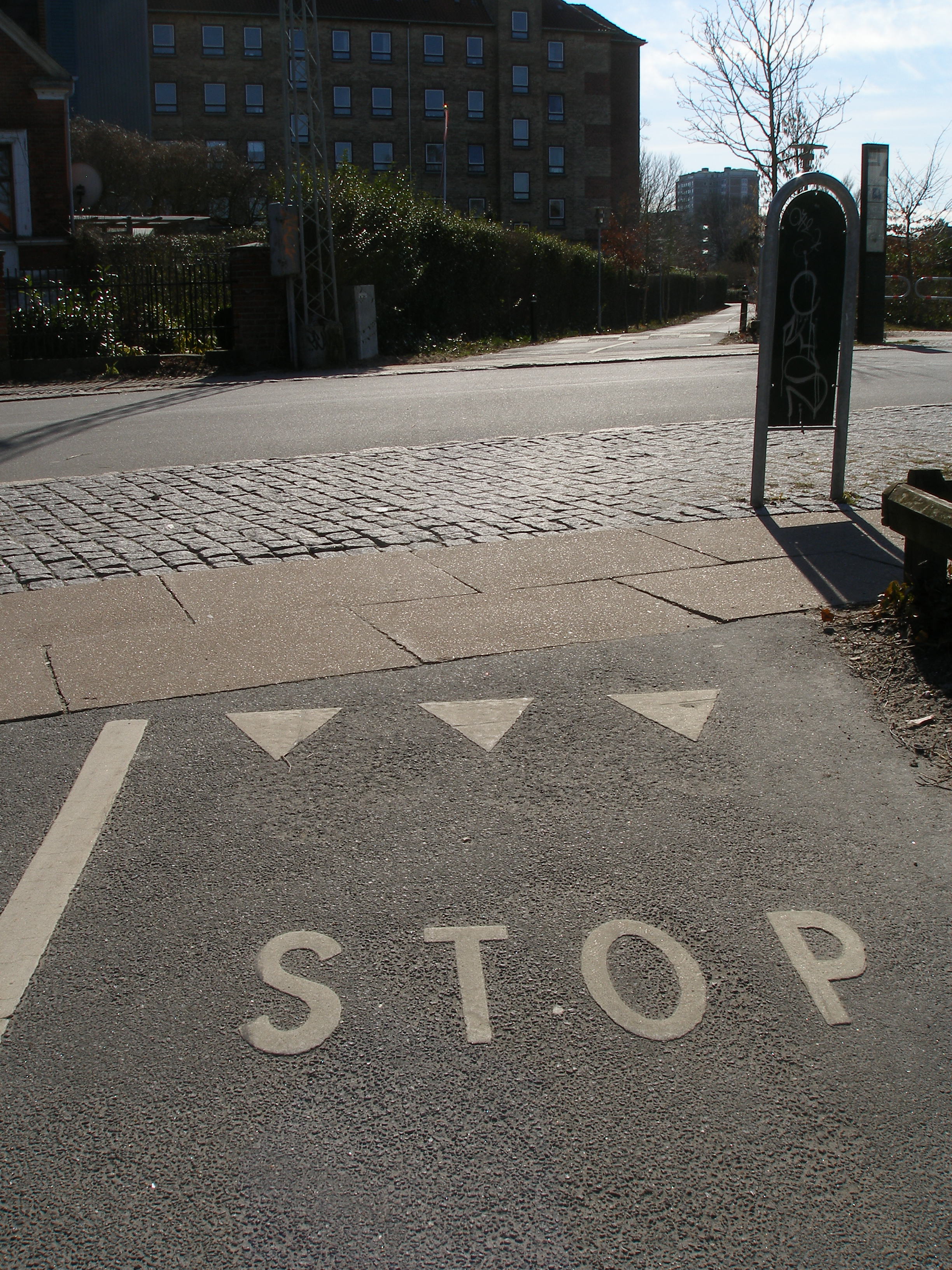
„Haizähne“ am Kronprinsensvej
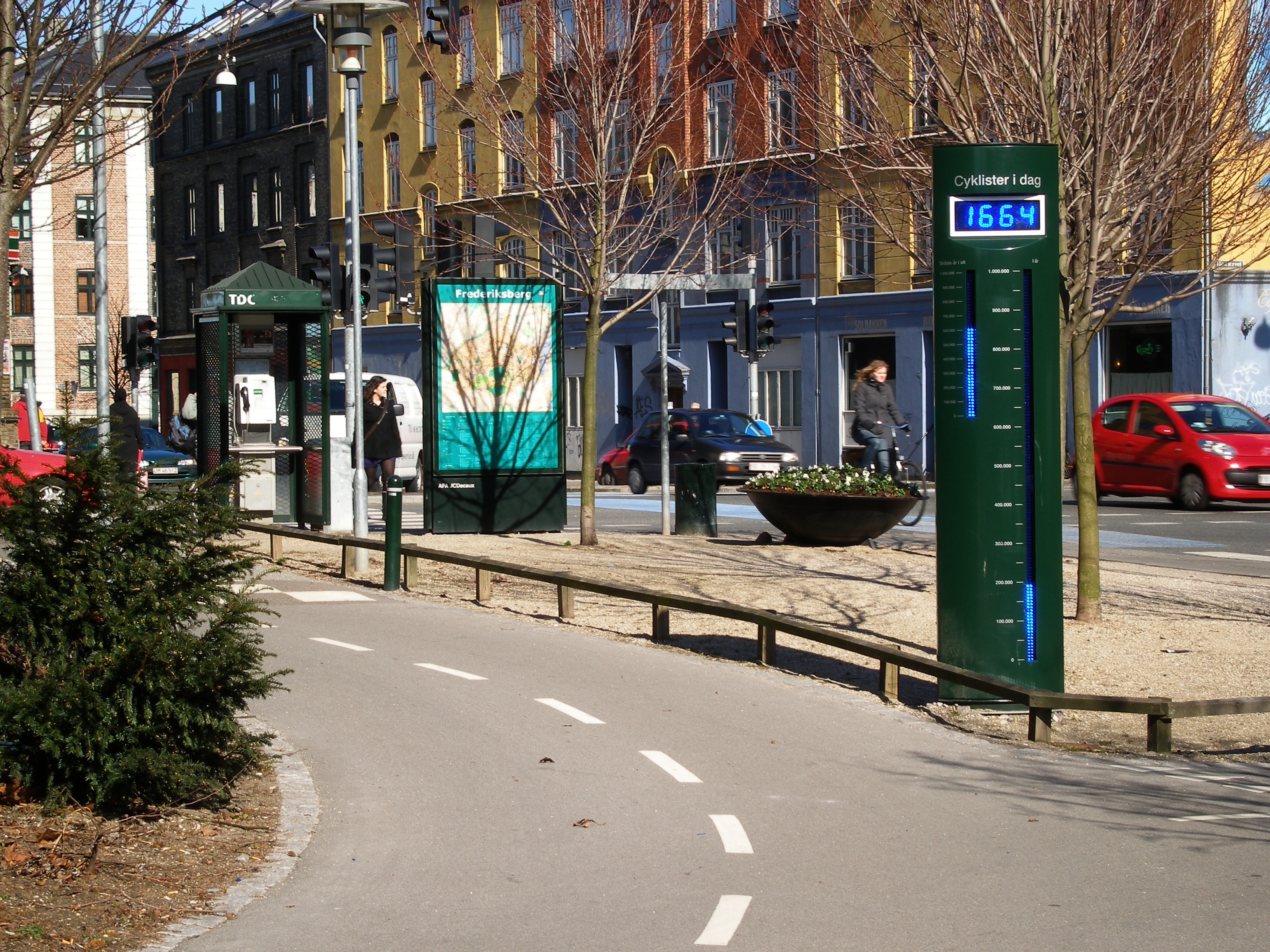
Fahrradzähler an der Kreuzung Nordre Fasanvej/Howitzvej
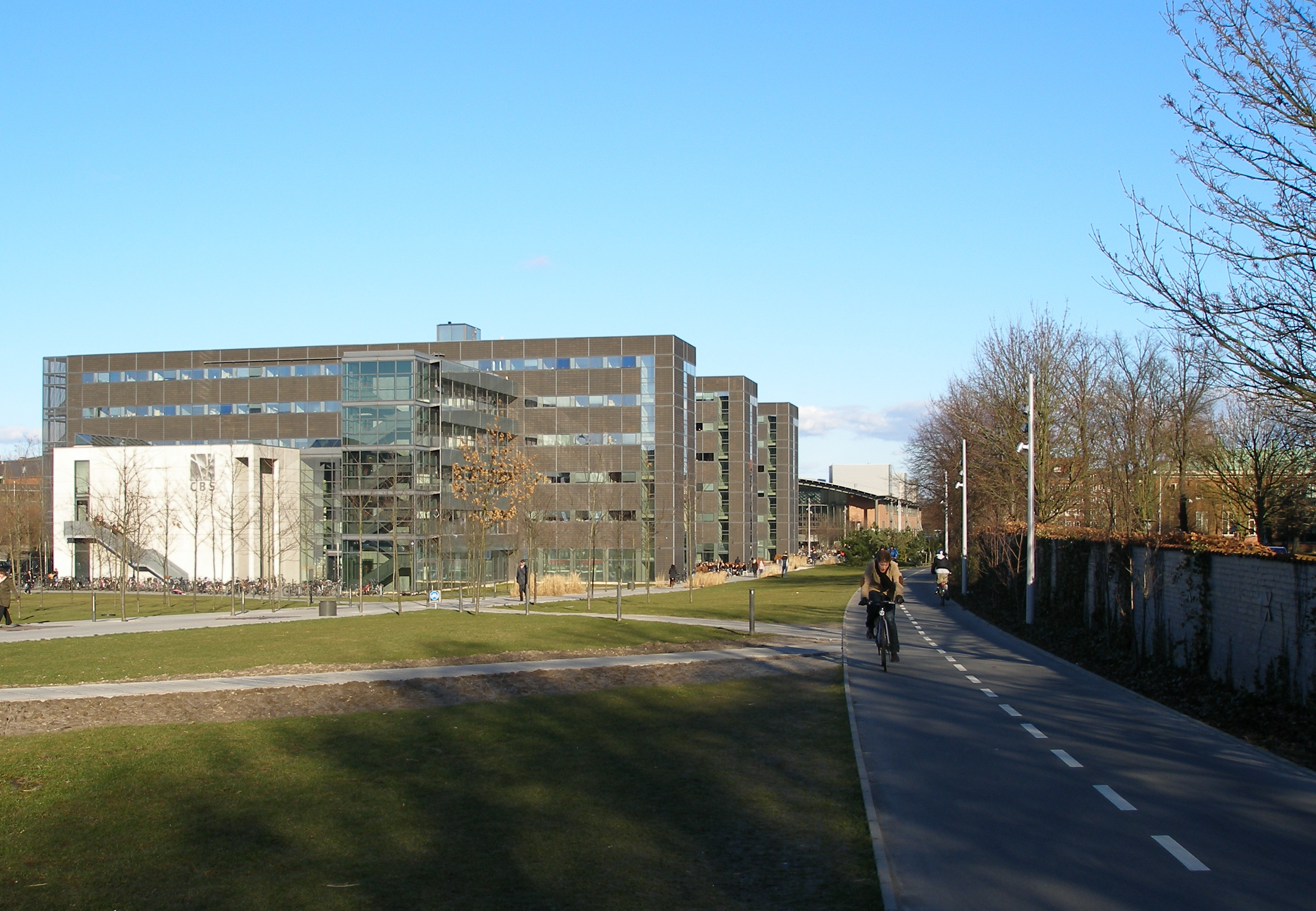
Nähe Copenhagen Business School
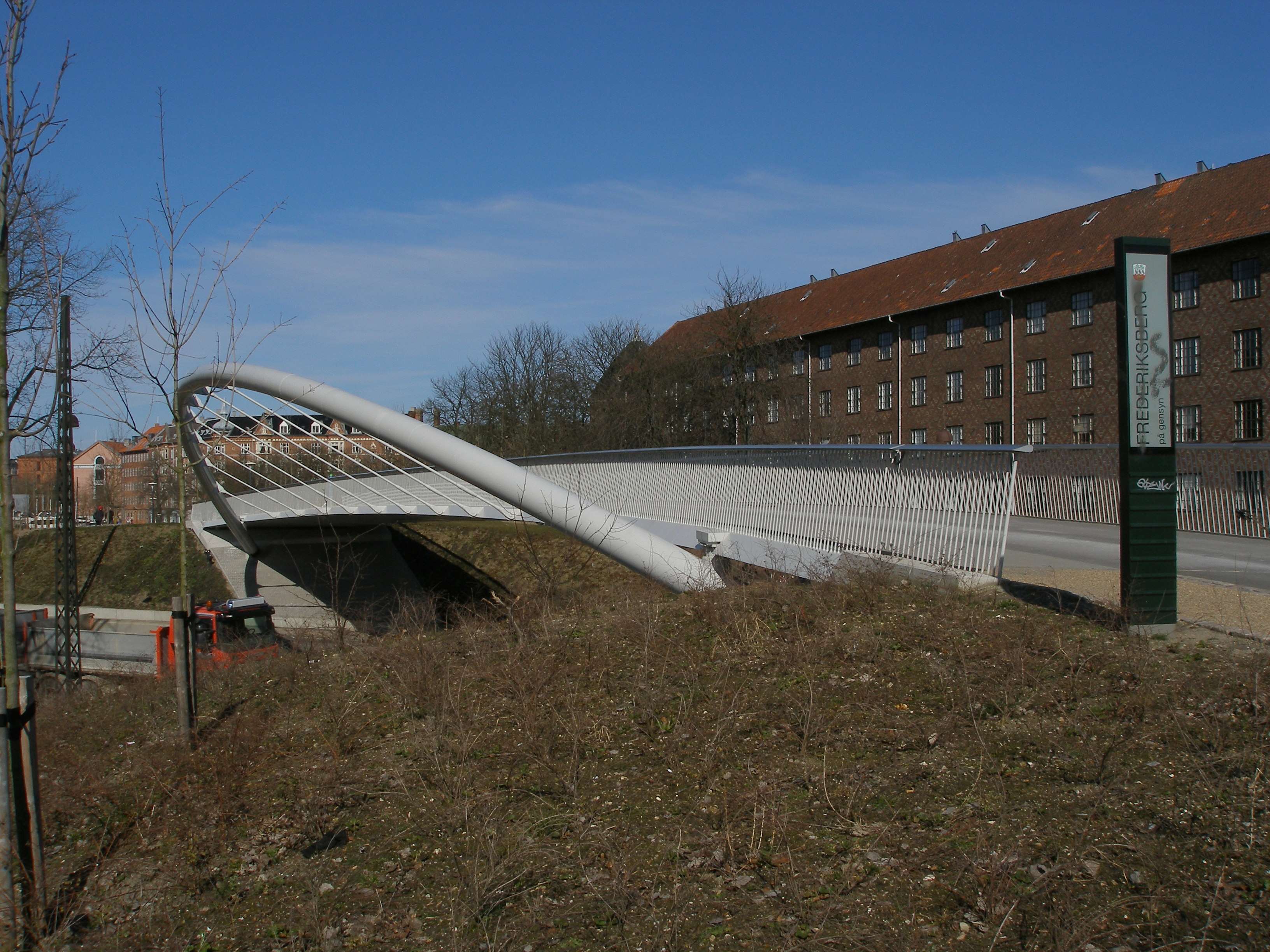
Åbuen-Brücke über den Åboulevard